# Chaetomium perlucidum
Chaetomium perlucidum är en svampart som beskrevs av Sergeeva 1956. Chaetomium perlucidum ingår i släktet Chaetomium och familjen Chaetomiaceae.   Inga underarter finns listade i Catalogue of Life.